# Poraj (gmina)
Poraj (do 1925 gmina Choroń) – gmina wiejska w Polsce położona w województwie śląskim, w powiecie myszkowskim. W latach 1975–1998 gmina administracyjnie należała do województwa częstochowskiego.
Siedziba gminy to Poraj.
Według danych z 30 czerwca 2004 gminę zamieszkiwało 10 605 osób. Natomiast według danych z 31 grudnia 2017 roku gminę zamieszkiwało 10 925 osób.
Według danych z 31 grudnia 2019 roku gminę zamieszkiwało 10 914 osób.

## Historia
Poraj i jego okolice wchodziły od reformy gminnej 1 stycznia?/13 stycznia 1867 w Królestwie Polskim w skład gminy Choroń, która należała do powiatu będzińskiego w guberni piotrkowskiej.
W czasie I wojny światowej (1915–19) gminę Choroń przecięła granica delimitacyjna pomiędzy niemieckim a austriackim okupantem. Część austriacką (liczącą w 1916 roku 2414 mieszkańców) włączono do nowo utworzonego powiatu dąbrowskiego, zachowując gminę o nazwie Choroń. Ludniejszą część niemiecką (liczącą w 1916 roku 3178 mieszkańców). Niemcy przekształcili 27 lutego 1915 w gminę Poraj w powiecie będzińskim, składającą się z miejscowości położonych na zachód od Kolei Warszawsko-Wiedeńskiej, czyli Gienzyn (Gęzyn), Jastrzębie (Jastrząb) i Kuźnica (Kuźnica Stara) oraz główna, zachodnia część Poraja. Do gminy Poraj dołączono także miejscowość Masłońskie z przeciętej granicą gminy Żarki oraz folwark i domy mieszkalne Oczko z dotychczasowej gminy Koziegłowy. Pierwszym wójtem Poraja został Ludwik von Ryczowolski.
Po wojnie władze polskie ponownie zespoiły rozdzielone gminy Choroń i Poraj, przywracając jednostce jej pierwotną nazwę Choroń, natomiast zachowując siedzibę w Poraju. W okresie międzywojennym gmina Choroń należała do powiatu będzińskiego w woj. kieleckim. 18 lutego 1925 roku gmina Choroń została zniesiona przez przemianowanie na Poraj. 1 stycznia 1927 roku gmina weszła w skład nowo utworzonego powiatu zawierciańskiego w tymże województwie. 
Po wojnie gmina przez bardzo krótki czas zachowała przynależność administracyjną, lecz już 18 sierpnia 1945 roku została wraz z całym powiatem zawierciańskim przyłączona do woj. śląskiego (od 6 lipca 1950 roku pod nazwą woj. katowickie, a od 9 marca 1953 jako woj. stalinogrodzkie). 1 lipca 1952 do gminy Poraj przyłączono gromadę Dębowiec z gminy Poczesna w powiecie częstochowskim.
1 lipca 1952 roku gmina składała się z 7 gromad: Choroń, Dębowiec, Gęzyn, Jastrząb, Kuźnica Stara, Poraj i Zaborze.
Jednostka została zniesiona 29 września 1954 roku wraz z reformą wprowadzającą gromady w miejsce gmin. Powstały wówczas gromady: Choroń, Jastrząb, Kuźnica Stara (gromada), Poraj (gromada) i Przybynów, które 1 stycznia 1956 weszły w skład nowo utworzonego powiatu myszkowskiego w tymże województwie
1 stycznia 1973 przywrócono gminę Poraj we współczesnych granicach: Choroń, Dębowiec, Dzierżno, Gęzyn, Jastrząb, Kuźnica Stara, Masłońskie, Poraj i Żarki-Letnisko, a więc obejmując częściowo obszar dawnej gminy Żarki (Dzierżno, Masłońskie i Żarki-Letnisko), natomiast Zaborze włączono do gminy Przybynów.

## Położenie
Gmina Poraj leży w północnej części województwa śląskiego, 15 km na południe od Częstochowy oraz ok. 10 km na wschód od trasy szybkiego ruchu Gdańsk – Łódź – Częstochowa – Katowice – Cieszyn. Pod względem geograficznym gmina znajduje się w obrębie makroregionu Wyżyny Śląsko – Krakowskiej. Przez teren gminy przebiega magistrala kolejowa Warszawa – Katowice. Gmina Poraj posiada charakter turystyczno – rolniczy.
Gmina posiada:
- własne ujęcie wody pitnej wraz ze stacją uzdatniania
- sieć wodociągowa w 8 sołectwach
- sieć gazociągową w 5 sołectwach
- sieć kanalizacyjną w części Poraja wraz z oczyszczalnią ścieków.

## Turystyka
W Poraju znajduje się Zalew Porajski na rzece Warcie. Jest to największy zbiornik wodny w regionie częstochowskim.
Baza noclegowa gminy Poraj:
- ośrodki Wczasowe Huty „Częstochowa” w Jastrzębiu przy zbiorniku wodnym
- Międzyklubowy Ośrodek Żeglarski w Jastrzębiu
- pensjonat „Kinga” w Żarkach Letnisku
- Harcerski Ośrodek Wodny w Poraju
- Ośrodek Stowarzyszenia Yacht Club „Zefir-Drakkar”
- pola biwakowe przy zbiorniku wodnym od strony Kuźnicy Starej i od strony Masłońskiego.

Na terenie gminy istnieją punkty gastronomiczne: restauracje, stołówki, bary, kawiarnie i inne obiekty. Na terenie gminy są obiekty sportowe:
- baseny kąpielowe odkryte, korty tenisowe, boiska sportowe, place zabaw dla dzieci
- wypożyczalnie sprzętu sportowego do sportów motorowodnych.

## Gospodarka
W gminie Poraj działa kilkanaście dużych zakładów produkcyjnych specjalizujących się w branżach: tekstylno-odzieżowej, papierniczej, metalowej, budowlanej, szewskiej, spożywczej, leśnej, przetwórstwa paszowego. W urzędzie gminy zarejestrowano ok. 800 podmiotów gospodarczych działających w zakresie usługowo-produkcyjno-handlowym.

## Struktura powierzchni
Według danych z roku 2002 gmina Poraj ma obszar 58,53 km², w tym:
- zbiornik wodny 5,04 km kw.,
- tereny leśne 25,13 km kw., (40%)
- użytki rolne 24,07 km kw., (46%)
- pozostałe 9,33 km kw.,

Gmina stanowi 12,23% powierzchni powiatu.

## Demografia
Ludność ogółem to 10 300 mieszkańców, w tym sołectwa:

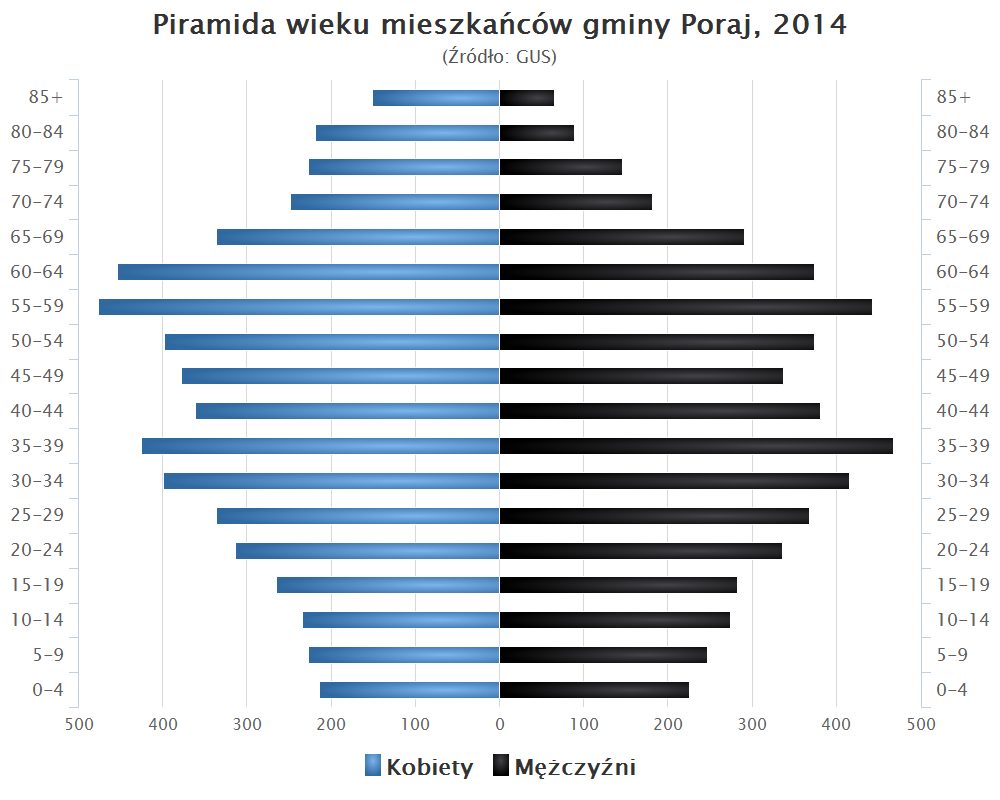
Piramida wieku mieszkańców gminy Poraj w 2014 roku

- Poraj 4990 mieszk.
- Choroń 1417
- Dębowiec 80
- Masłońskie 640
- Żarki-Letnisko 1980
- Jastrząb 1260
- Kuźnica Stara 315
- Gęzyn 435

Dane z 30 czerwca 2004:
| Opis                              | Ogółem | Ogółem | Kobiety | Kobiety | Mężczyźni | Mężczyźni |
| --------------------------------- | ------ | ------ | ------- | ------- | --------- | --------- |
| jednostka                         | osób   | %      | osób    | %       | osób      | %         |
| populacja                         | 10 605 | 100    | 5522    | 52,1    | 5083      | 47,9      |
| gęstość zaludnienia (mieszk./km²) | 181,2  | 181,2  | 94,3    | 94,3    | 86,8      | 86,8      |

## Sołectwa
Choroń, Dębowiec, Gęzyn, Jastrząb, Kuźnica Stara, Masłońskie, Poraj, Żarki-Letnisko.

## Pozostałe miejscowości
Baranowizna, Rajczykowizna, Kuźnica-Folwark, Poraj (osada leśna), Pustkowie Gęzyńskie.

## Sąsiednie gminy
Kamienica Polska, Koziegłowy, Myszków, Olsztyn, Żarki